# John Banks (Söldneranwerber)
John Edward Banks (* 1945 in Aldershot) ist ein britischer Soldat, Söldneranwerber und Gründer der Security Advisory Services.

## Kindheit und Jugend
John Banks wurde 1945 in Aldershot in die Familie eines Royal Army Medical Corps Offiziers geboren, der bei den Luftlandetruppen diente. John verbrachte seine Kindheit in Camberley, nicht weit von der Royal Military Academy Sandhurst entfernt. Als Kind besuchte er Schulen in Ägypten und Zypern. Seine militärische Karriere begann im Jahr 1962, als er erst 17 Jahre alt war. Nach seiner Grundausbildung diente Banks in der "Pathfinder"-Einheit des zweiten Bataillons des Parachute Regiments. Innerhalb von vier Jahren wurde er in die Special Patrol Company des zweiten Bataillons versetzt – einer Einheit, die darauf trainiert war, hinter die feindlichen Linien einzudringen. Banks nahm an Feindseligkeiten in Malaysia, Jemen und Oman teil. Aufgrund von im Kampf erlittenen Verletzungen konnte er seinen aktiven Dienst nicht fortsetzen und begann als unbewaffneter Kampfausbilder an der Parachute Regiment Battle School in Wales zu arbeiten.

## Geheime militärische Operationen
Nach seiner Entlassung aus der britischen Armee im Jahr 1969 trat John Banks den US Army Special Forces bei, so seine eigenen Behauptungen, musste aber bald darauf wieder austreten, da sein Bruder Roger in den Waffenhandel mit Viet Cong involviert war. Im Jahr 1970 lernte Banks David Stirling, den Gründer der Special Air Service, kennen und begann für dessen PMC Watchguard International zu arbeiten. Banks behauptete, von Stirling für die "Hilton Assignment" eingestellt worden zu sein, eine geheime militärische Operation, die darauf abzielte, Oberst Gaddafi durch Anstiftung eines Aufstands im Gefängnis von Tripolis zu stürzen. Die Mission wurde jedoch aufgrund des Drucks, den britische und amerikanische Diplomaten ausübten, abgesagt. John Banks nahm als Söldner an einer Reihe von Militäroperationen in Biafra, Südvietnam und dem Irak teil.

## Private Militärunternehmen
Im Jahr 1975 gründete John Banks zusammen mit anderen ein privates Militärunternehmen, Security Advisory Services. Während er das Büro des Unternehmens in Sandhurst leitete, war Banks daran beteiligt, Söldner für den Krieg in Südrhodesien und den Bürgerkrieg in Angola anzuwerben. Einige der angeworbenen Söldner, die für die Nationale Front zur Befreiung Angolas kämpften, wurden während des Luanda-Prozesses gefangen genommen und zum Tode verurteilt. Banks zeigte kein Mitleid mit ihrem Schicksal und sagte zu BBC-Reportern in Großbritannien:

„Sie tun mir nicht leid. Sie sind Soldaten, sie wussten, was sie taten. Ich würde es wieder tun.“

Obwohl er Security Advisory Services im Jahr 1976 verließ, rekrutierte John Banks weiterhin Söldner für die angolanische Nationalfront. Später gründete er die Anti-Communist Revolutionary Organization, um Söldner in den Kampf gegen die kubanische Armee in Jamaika zu schicken.
Während eines IRA-Waffenbeschaffungsprozesses im Jahr 1977 gab Banks eine Aussage ab, die starke Verbindungen seines ehemaligen Unternehmens zu ehemaligen SAS-Soldaten und auch zur britischen PMC Keenie Meenie Services offenlegte.
Im Jahr 1978 veröffentlichte John Banks das Buch The Wages of War: the Life of a Modern Mercenary, das seine Erfahrungen als Söldner zusammenfasste.

## Gefängnis
Im Jahr 1980 wurde Banks wegen der Erpressung von 250.000 Dollar von der nicaraguanischen Botschaft in London verurteilt, im Austausch für Informationen über einen Anschlagsversuch auf den ehemaligen Präsidenten Somoza. Banks behauptete vor dem Zentraler Strafgerichtshof, dass er einer von sechs britischen und amerikanischen Söldnern war, die von der CIA beauftragt wurden, Somoza im Auftrag des US-Präsidenten Carter zu ermorden. Aber die Söldner wollten Somoza nicht töten und wählten laut Banks seine Person aus, um den Anschlagsplan zu enthüllen. Banks bestritt die Vorwürfe der Erpressung. Nach seiner Flucht aus dem Gefängnis Coldingley wurde John Banks Ende 1981 erneut gefangen genommen und inhaftiert. Nach Angaben des schottischen Anarchisten Stuart Christie war John Banks im Jahr 1982 bereits auf freiem Fuß und arbeitete als Sicherheitsberater für Muammar Gaddafi.

## Späteres Leben
Anfang der 1990er Jahre nahm John Banks angeblich an einer verdeckten Operation teil, die von Zollbeamten inszeniert wurde, um einen Drogenschmuggler aus Ghana festzunehmen. Banks arbeitete für die Special Branch und dann für SO15. Er arbeitete auch für die Scorpions, eine Einheit der National Prosecuting Authority Südafrikas, die tatsächlich eine Geheimdienst-Einheit war, so Banks. In einem Interview mit Sean Stone im Dezember 2014 behauptete Banks, dass die US-Geheimdienste einen Bombenanschlag während der Fußball-Weltmeisterschaft 2010 geplant hätten.